# 縁上回
縁上回（えんじょうかい、英：supramarginal gyrus）は大脳にある脳回のひとつ。外側溝の上行枝の末端部を囲むように存在し、角回とともに下頭頂小葉を構成する。機能的分類であるウェルニッケ野の一部は縁上回にあたる。細胞構築学的な分類であるブロードマンの脳地図における40野と多くの重なりを持つ。

## 画像

縁上回の位置。赤く塗られたところが縁上回。
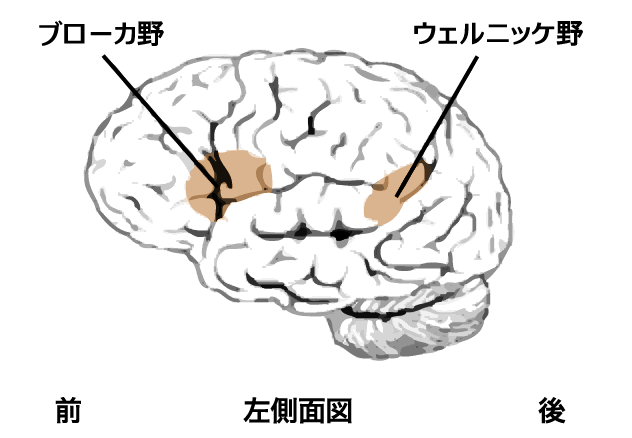
ウェルニッケ野。
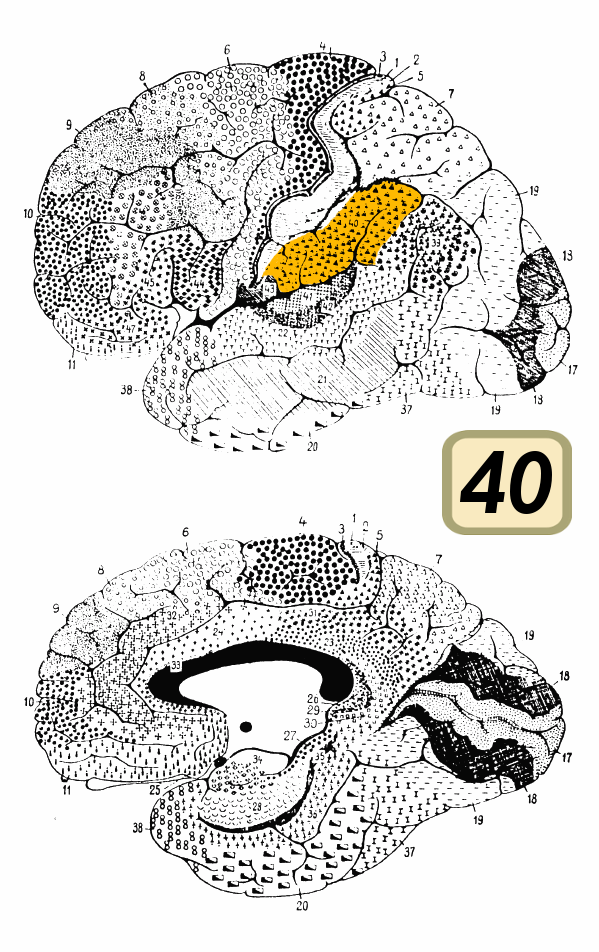
ブロードマンの脳地図における40野。